# TrackMania Nations
TrackMania Nations è, come i suoi predecessori TrackMania e TrackMania Sunrise, un videogioco di corse arcade su piste piene di ostacoli come giri della morte, salti, buche ecc; a differenza del resto della serie, però, è pesantemente concentrato sul gioco online. È inoltre gratuito, liberamente scaricabile dalla rete.

## Sviluppo
TrackMania Nations è stato pubblicato verso l'inizio del 2006 dal team francese Nadeo; una sua particolarità è l'essere totalmente gratuito e scaricabile legalmente da internet, nonostante l'alta qualità della grafica e del gioco in generale. Ciò è dovuto al fatto che TMN (abbreviazione comunemente usata dalla comunità) è stato commercializzato dallo sviluppatore Nadeo in parte anche come promozione sia per la serie TrackMania in sé, sia per l'inclusione nel gruppo di giochi che costituiva la coppa del mondo dei videogiochi ("ESWC", Electronic Sports World Championship) del 2006 (peraltro poi inserito anche nell'edizione 2007). TMN ebbe un enorme successo, naturalmente in proporzione alla sua natura di gioco semi-indie, cioè creato da sviluppatori relativamente poco conosciuti e con (sempre in proporzione) pochi fondi da investire in pubblicità. Anche così, si contò un milione di giocatori online già a poche settimane dal lancio, e tuttora il gioco è estremamente popolato, con numerosi server (in genere, nazionali) e moltissimi giocatori e clan.

## Modalità di gioco
Come i suoi predecessori, TMN è basato soprattutto su percorsi pieni di stunt e sulla possibilità di crearli personalmente grazie a un efficace track-editor tanto che le piste create dalla comunità di giocatori sono ormai, e di gran lunga, superiori a quelle create dalla Nadeo stessa. Il gioco è diviso essenzialmente in due sezioni: quella in "singolo" e la parte online. Quella in singolo consiste in numerosi percorsi divisi nei 3 classici livelli di difficoltà facile-medio-difficile (ne esiste un quarto, il Pro, accessibile solo a certe condizioni o nella modalità "Hot Seat"); le differenze sono solo tra le piste, in quanto in TMN c'è solo un'auto utilizzabile, quella che ricrea una vettura da Formula 1; è possibile però scegliere il colore o crearne di propri. L'obbiettivo non è arrivare primo, non essendo presenti altre auto oltre la propria, ma completare il percorso entro certi limiti di tempo. Sempre offline ma pensata per più giocatori, è la già citata modalità Hot Seat (letteralmente, seduta calda) in cui più giocatori, giocando uno alla volta, affrontano lo stesso percorso cercando di realizzare il tempo migliore. Da notare che è possibile affrontare in singolo anche eventuali mappe create in proprio o da terzi e scaricate. Infine c'è la parte online, in cui più giocatori affrontano online la stessa pista, cercando di arrivare primi (il tempo impiegato verrà comunque conteggiato per eventuali record personali o del server). Da notare che nonostante la presenza di più auto sul percorso non vi è contatto fisico tra le stesse: in TMN lo scopo del gioco è essenzialmente sempre battere il tempo, sia della pista che degli altri giocatori.

## Starforce
Tutta la serie di TrackMania (con l'eccezione della versione diffusa su Steam di TrackMania United) usa come sistema di protezione Starforce, il noto e criticatissimo DRM. Assai stranamente, esso è presente pure in Trackmania Nations, nonostante la sua natura gratuita renda superfluo il suo utilizzo.